# 680 TCN
680 TCN là một năm trong lịch La Mã.